# Guus Mollee
Guus Mollee (Amsterdam, 23 februari 2002) is een Nederlands roeier, die zowel in 2022 als in 2023 in de acht zilver behaalde bij de Wereldkampioenschappen roeien.

## Levensloop
Mollee begon met roeien bij Het Spaarne en maakte later de overstap naar Willem III.
In 2022 behaalde Mollee met de Holland Acht bij de Wereldkampioenschappen in Račice verrassend de zilveren medaille, nadat zij door een mishaal kort na de start kansloos hadden geleken.
Op de Wereldkampioenschappen van 2023 in Belgrado nam Mollee wederom deel in de acht, die net als de editie ervoor als tweede eindigde achter de Britse acht.
Op de Olympische Spelen van 2024 in Parijs nam Mollee samen met Nelson Ritsema, Eli Brouwer en Rik Rienks deel  in de vier zonder. De ploeg wist echter geen finaleplaats te behalen en strandde op een vierde plek in de herkansing, waar slechts de beste twee van vijf boten doorgaan naar de finale.

## Resultaten

### Olympische Zomerspelen
| Jaar | Plaats | Resultaten           |
| ---- | ------ | -------------------- |
| 2024 | Parijs | 7e in de vier zonder |

### Wereldkampioenschappen
| Jaar | Plaats   | Resultaten |
| ---- | -------- | ---------- |
| 2022 | Račice   | in de acht |
| 2023 | Belgrado | in de acht |

### Europese kampioenschappen
| Jaar | Plaats  | Resultaten        |
| ---- | ------- | ----------------- |
| 2022 | München | in de acht        |
| 2023 | Bled    | in de vier zonder |